# Stanley Jordan
Stanley Jordan (Chicago, 31 luglio 1959) è un chitarrista statunitense, conosciuto per il suo contributo dato allo sviluppo della tecnica chitarristica jazz composta principalmente da hammer-on, pull-off e tapping.
Ha ricevuto il baccalureato in composizione e musica digitale all'università di Princeton nel 1981, studiando insieme a molti importanti artisti della musica digitale come Paul Lansky e Milton Babbitt.

## Musica
Nel 2004 Stanley Jordan ha pubblicato in Usa l'album  Dreams of peace in collaborazione con la band italiana Novecento.
L'album, prodotto da Lino e Pino Nicolosi, è stato  pubblicato in America da Favored Nations, l'etichetta fondata dal chitarrista Steve Vai, ed è arrivato in cima alla classifica radio americana.

## Film
Jordan appare in un cameo nel film di Blake Edwards Appuntamento al buio (1987), con Bruce Willis e Kim Basinger.

## Discografia
- 1982 - Touch Sensitive
- 1985 - Magic Touch
- 1986 - Standards, Vol. 1
- 1988 - Flying Home
- 1990 - Cornucopia
- 1991 - Stolen Moments
- 1994 - Bolero
- 1995 - The Best of Stanley Jordan
- 1998 - Stanley Jordan Live in New York
- 2003 - Relaxing Music for Difficult Situations, I
- 2004 - Ragas
- 2004 - Dreams of Peace
- 2008 - State of Nature
- 2011 - Friends